# Katina Medina Mora
Katina Medina Mora (Pittsburgh, Pensilvania, Estados Unidos; 1980) es una cineasta y directora de teatro mexicana.

## Trayectoria
Medina Mora formó parte de la primera generación del Centro de Estudios Cinematográficos y obtuvo una maestría en Dirección por parte de la Escuela de Cine de Londres en 2005. Fue asistente de dirección en los filmes Voy a explotar de Gerardo Naranjo y Oveja negra de Humberto Hinojosa. Con su primer largometraje, LuTo (2013), ganó el Premio Casete en el Festival Internacional de Cine de Los Cabos.
Su segundo largometraje, Sabrás qué hacer conmigo (2015), recibió el premio Fox+ en la sección Work in Progress en el festival de Los Cabos, así como nominaciones en los premios Diosas de plata como Mejor Película, Mejor Guion, Mejor Dirección y Mejores Actrices.
Como directora de teatro, ha dirigido las obras La acera de enfrente (2012) y Blackbird (2019).
En 2021, Katina Medina Mora participó como directora en la segunda temporada de la serie de Netflix Emily in Paris, encargándose de los episodios seis y siete, "An English in Paris" y "Boiling Point". Medina Mora también está involucrada como directora en otro título de Netflix, la serie sudcoreana XO, Kitty, adaptación de la franquicia A todos los chicos de los que me enamoré.